# Arakan Liberation Army

Fahne der Arakan Liberation Army

Die Arakan Liberation Army (Birmanische Sprache ရခိုင်ပြည် လွတ်မြောက်ရေး တပ်မတော်, ALA) ist eine bewaffnete ethnische Organisation (Englisch Ethnical Armed Organisation, EAO) in Myanmar. Sie ist der bewaffnete Arm der Arakan Liberation Party (ALP), einer politischen Organisation, die sich für die Rechte der Minderheit der Arakanesen einsetzt. Die ALA ist eng mit der Karen National Liberation Army (KNLA) und deren politischen Organisation Karen National Union (KNU) verbunden.

## Geschichte
Die ALA musste im Laufe der Zeit mehrmals mit Hilfe der KNLA neu gegründet werden, da die Strukturen von der Armee mehrmals zerschlagen werden konnten. Das erste Mal wurde die ALA am 20. November 1968 mit Hilfe der KNLA gegründet, die Waffen, Munition und Fahrzeuge den Gründern zur Verfügung stellte. Bereits einen Monat später konnte die ALA erfolgreich in Sittwe, der Hauptstadt des Rakhaing-Staates, von den Sicherheitsbehörden des Landes zerschlagen werden. Die Gründer wurden verhaftet und zu Gefängnisstrafen verurteilt.
Die Mitglieder der ALP und ALA wurden zwischen 1971 und 1972 aus der Haft entlassen und bauten die ALP sowohl die ALA neu auf. Rund 300 Kämpfer der ALA wurden von der KNU ausgerüstet und von der KNLA ausgebildet. Im April und Mai 1977 kam es zu heftigen Gefechten zwischen der ALA und der Armee, die durch indische Einheiten im Grenzgebiet unterstützt wurde. Viele Kämpfer der ALA wurde getötet oder gefangen genommen. Die ALA und die ALP hörten erneut auf zu existieren.
Ein dritter Versuch wurde unternommen, die ALA und ALP neu zu gründen. Dies geschah, nachdem ALA- und ALP-Mitglieder nach einer Amnestie aus dem Gefängnis entlassen worden waren. Die Neugründung wurde wieder von der KNU und KNLA unterstützt. Nach vielen Jahren im Untergrund unterzeichnete die ALP am 5. April 2012 einen Waffenstillstand mit der neu eingesetzten zivilen Regierung des Landes. Es folgte die Unterzeichnung des Nationalen Waffenstillstandsvertrags (NCA) am 15. Oktober 2015. Die ALP versuchte sich als politische Partei zu etablieren und die ALA diente mehr als Sicherungseinheit der ALP. Die ALP vertrat die Position, dass ein bewaffneter Kampf nicht möglich sei, und dass man auf eine politische Lösung setzen müsste. Trotz des Waffenstillstands wurde das Hauptquartier der ALA 2016 und 2017 von der Arakan Army (AA) überrannt und musste aufgegeben werden. 2019 startete die AA eine großangelegte Militäroffensive gegen die Zentralregierung. Die ALA beteiligte sich nicht an dem Aufstand.
Nach dem Militärputsch am 1. Februar 2021 hielt sich ALA an den geschlossenen Waffenstillstand. Die ALP führe Gespräche mit dem neugeschaffenen State Administration Council (SAC) und galt als deren Verbündeter. Am 4. Januar 2023 wurde der Oberbefehlshaber der ALA, Khine Soe Mya, und die zwei Assistenten Khine Kyaw Soe und Khine Thuri Na in einem Hinterhalt von unbekannten Angreifern ermordet. Sie waren auf dem Rückweg von einer von der SAC organisierten Veranstaltung in Sittwe. Es wird vermutet, dass eine Einheit der AA für den Anschlag verantwortlich war. Es wäre nicht das erste Mal gewesen, dass die AA-Mitglieder der ALA töteten. Die AA beteuerte jedoch, nicht hinter dem Anschlag zu stecken.
Im Gegensatz zur AA war die Unterstützung der ALA durch die Bevölkerung gering. Die ALP teilte sich im Jahr 2022 und 2023 in drei Fraktionen, die sich gegenseitig bekämpfen. Die ALA kontrollierte 2022 nur kleine Gebiete an der Grenze zu Indien und kooperierte mit den Grenzschutztruppen der Militärregierung. Des Weiteren besaß die ALA eine Trainingsbasis in einem von der KNLA kontrollierten Gebiet im Karen-Staat. Und die ALA besas eine Präsens in Sittwe, der Hauptstadt des Arakan-Staates. Die AA kontrollierte im Gegensatz große Teile des Arakan-Staates und bekämpfte die Militärregierung und die ALA.
Die Fraktion der ALP um Saw Mra Razar Linn in Sittwe unterstützte die Militärregierung. Die ALA in Sittwe führte gemeinsame Operationen mit den Sicherheitskräften durch und half bei der Verhaftung von Oppositionellen. Dagegen erklärte die Fraktion um Khaing Ray Khaing am 1. September 2023, die Truppen unter seinem Kommando im Norden und Osten des Staates würden sich nicht mehr an den NCA gebunden fühlen. Die Truppen würden die Opposition gegen das SAC unterstützen. Es gab Spekulationen, dass die Fraktion um Saw Mra Razar Linn in eine Border Guard Force umgewandelt werden würde. In Sittwe wurden Mitglieder der ALA und der ALP in Uniformen der Regierungsarmee gesehen. Die Propaganda der Militärregierung behauptete unterdessen, dass die ALA auf Seiten der Militärregierung kämpfen würde, obwohl nur eine der drei Fraktionen der ALP dies tat, und die dritte Fraktion sich neutral äußerte. Inwieweit die Truppen der ALA den Entscheidungen ihrer jeweiligen ALP Führer folge leisten würden, war 2024 nicht klar.

## Verwechslungsgefahr
Die ALA darf nicht mit der Arakan Army verwechselt werden. Die AA galt 2024 als eine der stärksten der EAO's im Bürgerkrieg und war an der Operation 1027 maßgeblich beteiligt.